# 單色刺鰍
單色刺鰍為輻鰭魚綱合鰓目刺鰍亞目刺鰍科的其中一種，分布於亞洲緬甸、泰國、印尼婆羅洲的淡水流域，體長可達55公分，棲息在底層水域，屬肉食性。